# بنك المارية المحلي
بنك المارية المحلي هو أول بنك محلي رقمي في دولة الإمارات العربية المتحدة مرخّص من قبل مصرف الإمارات العربية المتحدة المركزي، يقدّم خدمات مصرفية للأفراد وخدمات مصرفية تجارية لقطاع الأعمال الصغيرة.

## التاريخ
تأسس عام 2021، كأول بنك رقمي في دولة الإمارات العربية المتحدة.

## الفروع
يوجد ثلاثة فروع فعلية في الإمارات العربية المتحدة للأغراض المصرفية: فرع متكامل الخدمات في المقر الرئيسي في المشرف في أبوظبي، ومنصة ذكية (باستثناء الصراف) في مول الإمارات، دبي، ومنصة ذكية قائمة على تقنية الذكاء الاصطناعي في المقر الرئيسي لشركة بترول أبوظبي الوطنية (أدنوك) في أبوظبي، مع خدمات الاشتراك في الاكتتابات العامة الأولية، وأجهزة الإيداع الفوري، وإيداع الشيكات، وخدمات الصراف الآلي، بالإضافة إلى منصة ذكية متعددة المهام (MFK) التي تصدر وتطبع دفاتر الشيكات وبطاقات الخصم المباشر.
وبدلاً من شبكة الفروع، يمكن إيداع النقود في جميع أنحاء الإمارات العربية المتحدة عبر فروع الأنصاري للصرافة.
ويمكن الوصول إلى خدمات أخرى عبر تطبيقات الأجهزة المحمولة المتوفرة في متاجر تطبيقات جوجل وأبل.

## المنتجات والخدمات
يقدم بنك المارية المحلي للعملاء والشركات الصغيرة مجموعة من المنتجات والخدمات المالية، بما في ذلك الخدمات المصرفية للأفراد والشركات والاكتتابات العامة الأولية.
متطلبات الحساب المصرفي
يمكن فتح حسابات مصرفية للمستهلكين بدون أي رصيد.
الوساطة عبر الإنترنت
لا يقدم بنك المارية المحلي حاليًا منصة تداول الأسهم عبر الإنترنت.
أسواق المال
الاشتراكات في الاكتتابات العامة الأولية متوفرة للعملاء.
دعم المحفظة الرقمية
يتم دعم طرق الدفع عن بعد من خلال سامسونج باي وأبل باي.
رمز SWIFT
رمز أيزو SWIFT أو BIC هو E097AEXX.